# Miss Mundo 1993
Miss Mundo 1993, fue la 43.ª edición del certamen de Miss Mundo, que se realizó el 27 de noviembre de 1993 en el Centro de Entretenimiento de Sun City en Sun City, Sudáfrica. Acudieron 81 participantes de todo el mundo. Esta es la segunda ocasión consecutiva en que en Sun City se realizó el certamen. El evento fue organizado por el actor Pierce Brosnan. La ganadora del certamen fue Lisa Hanna de Jamaica. Ella fue coronada por Miss Mundo 1992, Julia Kourotchkina de Rusia.

## Resultados
Así quedó la tanda de 10 semifinalistas.
| Posiciones              | Candidata |
| ----------------------- | --- |
| Miss Mundo 1993         | - Jamaica - Lisa Hanna |
| 1.ª finalista           | - Sudáfrica - Palesa Mofokeng |
| 2.ª finalista           | - Filipinas - Ruffa Gutiérrez |
| 3.ª finalista           | - Croacia - Fani Čapalija |
| 4.ª finalista           | - Venezuela - Mónica Lei |
| Semifinalistas (Top 10) | - Finlandia - Janina Frostell - Francia - Véronique de la Cruz - Corea - Lee Seung yeon - Suecia - Victoria Silvstedt - Estados Unidos - Maribeth Brown |

### Reinas Continentales
- África: Palesa Mofokeng (Sudáfrica)
- América: Mónica Lei - (Venezuela)
- Asia y Oceanía: Ruffa Gutiérrez (Filipinas)
- Caribe: Lisa Hanna (Jamaica)
- Europa: Fani Capalija (Croacia)

### Premiaciones Especiales
- Mejor Vestido Nacional: Karminder Kaur-Virk (India)
- Miss Fotogénica: Barbara Chiappini (Italia)
- Miss Personalidad: Charlotte Als (Dinamarca)

## Candidatas
81 candidatas de todo el mundo se presentaron en este certamen.
| País                                 | Candidata                                  | Edad | Ciudad                      |
| ------------------------------------ | ------------------------------------------ | ---- | --------------------------- |
| Alemania                             | Petra Grace Klein                          | 19   | Ludwigshafen                |
| Argentina                            | Viviana Patrice Carcereri                  | 19   | Mendoza                     |
| Aruba                                | Christina van der Berg                     | 18   | Noord                       |
| Australia                            | Karen Ann Carwin                           | 23   | Brisbane                    |
| Austria                              | Jutta Ellinger                             | 23   | Viena                       |
| Bahamas                              | Jacinda Saye Francis                       | 18   | Nassau                      |
| Bélgica                              | Stephanie Meire                            | 23   | Brujas                      |
| Bermudas                             | Kellie Hall                                | 22   | Somerset                    |
| Bolivia                              | Claudia Lorena Arrieta Justiniano          | 18   | Santa Cruz                  |
| Brasil                               | Lylia Virna Menezes Soriano Da Acevedo     | 18   | Alagoas                     |
| Bulgaria                             | Vera Roussinova Xhritinova                 | 17   | Sofía                       |
| Canadá                               | Tanya Lynn                                 | 22   | Toronto                     |
| Chile                                | Jessica Miroslava Eterovič Pozas           | 20   | Punta Arenas                |
| Chipre                               | Maria Magdalini Valianti                   | 19   | Lárnaca                     |
| Colombia                             | Silvia Isabel Duran Angarita               | 23   | Bucaramanga                 |
| Corea del Sur                        | Lee Seung yeon                             | 24   | Seúl                        |
| Costa Rica                           | Laura Odini Salas                          | 19   | San José                    |
| Croacia                              | Fani Čapalija                              | 18   | Split                       |
| Curazao                              | Sally Daflaar                              | 19   | Willemstad                  |
| Dinamarca                            | Charlotte Als                              | 22   | Copenhague                  |
| Ecuador                              | Dana Lua Saab Saab                         | 19   | Guayaquil                   |
| El Salvador                          | Beatriz Eugenia Henríquez Pinto            | 21   | San Salvador                |
| Eslovaquia                           | Dana Vojtechovská                          | 20   | Košice                      |
| Eslovenia                            | Metka Augeri Albrecht                      | 18   | Postojna                    |
| España                               | Araceli Del Carmen Garcia Eugenio          | 23   | Madrid                      |
| Estados Unidos                       | Maribeth Eliane Brown                      | 23   | Natick                      |
| Filipinas                            | Sharmaine (Ruffa) Rama Gutierrez           | 19   | Manila                      |
| Finlandia                            | Janina Aurikka Frostell                    | 20   | Kuhmo                       |
| Francia                              | Véronique Sophie de la Cruz                | 19   | Guadalupe                   |
| Gibraltar                            | Jennifer Jane Ainsworth                    | 18   | Gibraltar                   |
| Grecia                               | Mania Delou                                | 19   | Athens                      |
| Guam                                 | Gina Kristiane Burkhart Agiapao            | 18   | Sinajana                    |
| Guatemala                            | Maria Lucrecia Flores Flores               | 24   | Ciudad de Guatemala         |
| Holanda                              | Hilda van der Meulen                       | 22   | Frisia                      |
| Honduras                             | Tania Brüchmann Escoria                    | 18   | Tegucigalpa                 |
| Hong Kong                            | May Lam Lei-Mei                            | 20   | Hong Kong                   |
| India                                | Karminder Kaur-Virk                        | 20   | Chandigarh                  |
| Irlanda                              | Pamela Marie Flood                         | 22   | Dublín                      |
| Islandia                             | Gudrun Hreidarsdóttir                      | 19   | Reikiavik                   |
| Islas Caimán                         | Audry Elizabeth Ebanks                     | 20   | Gran Caimán                 |
| Islas Vírgenes Británicas            | Kaida Donovan                              | 18   | Tórtola                     |
| Islas Vírgenes de los Estados Unidos | Suzanne Sandra Palermo                     | 21   | Saint Thomas                |
| Israel                               | Tamara Hoiff Porat                         | 18   | Tel Aviv                    |
| Italia                               | Barbara Chiappini Giumezzi                 | 18   | Piacenza                    |
| Jamaica                              | Lisa Hanna                                 | 18   | Kingston                    |
| Japón                                | Yoko Miyasaka                              | 22   | Tokio                       |
| Letonia                              | Sigita Rudeşviutė                          | 19   | Liepāja                     |
| Líbano                               | Ghada El Turk                              | 21   | Joünié                      |
| Lituania                             | Jurate Mikutaitė                           | 21   | Kaunas                      |
| Macao                                | Isabela Valeria Madeira da Silva Pedruco   | 20   | Macao                       |
| Malasia                              | Jacqueline Ngu Tiong                       | 23   | Kuala Lumpur                |
| Malta                                | Susanne-Mary Borg                          | 17   | Mosta                       |
| Mauricio                             | Viveka Babajee †                           | 20   | Distrito de Plaines Wilhems |
| México                               | Elizabeth Pamela Margain Rivera            | 22   | Sonora                      |
| Namibia                              | Christalene Barbara Kahatjipara            | 20   | Windhoek                    |
| Nigeria                              | Helen Ntukidem Ogabitebo                   | 22   | Lagos                       |
| Noruega                              | Rita Helene omvik                          | 21   | Hedmark                     |
| Nueva Zelanda                        | Nicola Johanna Brighty                     | 20   | Auckland                    |
| Panamá                               | Aracelys Ana Cogley Prestán                | 23   | Ciudad de Colón             |
| Paraguay                             | Claudia Luisa Florentin Fariña             | 19   | Asunción                    |
| Polonia                              | Aleksandra Spieczyńska Owtzkawska          | 19   | Breslavia                   |
| Portugal                             | Ana Luisa Barbosa Moreira                  | 20   | Oporto                      |
| Puerto Rico                          | Ana Rosa Brito Suarez                      | 23   | San Juan                    |
| Reino Unido                          | Amanda Louise Johnson Fernandez            | 19   | Nottingham                  |
| República Checa                      | Simona Smejkalová                          | 19   | Praga                       |
| República Dominicana                 | Lynn Wendee Alvarez Klinken                | 21   | Concepción de La Vega       |
| Rusia                                | Olga Anatolevna Sysoeva                    | 19   | Tyumen                      |
| Singapur                             | Desiree Chan Fam Yin Tang                  | 20   | Singapur                    |
| Sudáfrica                            | Palesa Jacqueline Mofokeng                 | 21   | Soweto                      |
| Sri Lanka                            | Chamila Wickremesinghe Kaloosinghe         | 22   | Colombo                     |
| Suazilandia                          | Sharon Tamar Richards                      | 20   | Mbabane                     |
| Suecia                               | Karen Victoria Silvstedt                   | 19   | Provincia de Gävleborg      |
| Suiza                                | Patricia Joleyn Fässler                    | 19   | Zürich                      |
| Tailandia                            | Matoros Kato Leaudsakda Wachtakatasingwang | 18   | Bangkok                     |
| Taiwán                               | Virginia Tan Long Wei-Yen                  | 19   | Taipéi                      |
| Trinidad y Tobago                    | Denyse Michelle Paul                       | 23   | San Fernando                |
| Turquía                              | Emel Yildirim Ezturkçi                     | 19   | Estambul                    |
| Uganda                               | Linda Marie Bazalaki                       | 20   | Kampala                     |
| Uruguay                              | María Fernanda Navarro Guigou              | 20   | Montevideo                  |
| Venezuela                            | Mónica Lei Scaccia                         | 22   | Caracas                     |
| Zimbabue                             | Karen Amanda Stally                        | 19   | Harare                      |

## Sobre los países en Miss Mundo 1993

### Debut
- Eslovaquia, Lituania y República Checa compitieron por primera vez.

### Regresos
- Zimbabue compitió por última vez en 1982.
- Honduras compitió por última vez en 1991.

### Retiros
- Hungría -  Zsanna Pardy
- Perú - Mónika Sáez Grimm
- Rumania - Angelica Nicoara
- Ucrania - Iryna Barabash

### Remplazos
- Rusia - Anna Baitchik

## Relevancia histórica
- Checoslovaquia se dividió a nivel político en 2 naciones: República Checa y Eslovaquia, ambos países enviaron representantes.
- Croacia llegó a las semifinales por primera vez, de la mano de Fani Čapalija, quedando como 3° finalista y recibió el premio «Reina de Europa».
- Esta es la primera vez que ningún país europeo o norteamericano llegó al top 3.
- Esta es la primera que una competidora recibió el premio «Reina del Caribe», y ganó el título de Miss Mundo, ese fue el caso de Lisa Hanna de Jamaica.
- Véronique de la Cruz de Francia, quien no clasificó a las semifinales en Miss Universo 1993, clasificó a las semifinales de Miss Mundo.
- Todos los países de América Latina (excepto Brasil, República Dominicana, El Salvador, Guatemala, Honduras, México, Puerto Rico y Venezuela) se presentaron en español.
- Las representantes de Curazao, Italia, Japón y Turquía se presentaron en sus respectivos idiomas nativos.
- Las representantes de Aruba, Bermudas, Curazao, Holanda, Israel, Mauricio, Paraguay y Sri Lanka entraron en el Desfile de las Naciones en el escenario.
- Durante la competencia de Traje de Noche una parte del vestido usado por Maribeth Brown de Estados Unidos quedó atrapado en sus talones.
- La mitad del número de países que clasificó en las semifinales ,no estuvieron en las semifinales del año pasado: Filipinas (1986), Corea y Suecia (1988), Francia y Jamaica (1991) y Croacia (Por primera vez desde su debut en 1992, terminando como 3.ª finalista).
- Viveka Babajee de Mauricio, quien más tarde se convirtió en una actriz destacada en la India, se suicidó el 26 de junio de 2010 en su residencia de Bandra, en Mumbai, India.[9] También compitió en el concurso de Miss Universo 1994 en Filipinas, donde clasificó entre las 25 finalistas, pero no pudo ser semifinalista por solo 0.236 puntos y se involucró en el infame Festival de Cine del Metro de Manila.
- Ana Rosa Brito Suárez de Puerto Rico también compitió en Miss Universo 1997, donde clasificó a semifinales, quedando en 8.º lugar.
- Filipinas tiene el segundo puesto más alto desde que fue primera finalista en 1973, y por última vez en el top 10 en 1986. Exactamente 20 años después, en la versión de Miss Mundo 2013, Megan Young[10] obtendría la primera corona de Miss Mundo para Filipinas.[11][12]